# Skånska husarregementet
Skånska husarregementet (K 5) var ett kavalleriförband inom svenska armén som verkade i olika former åren 1658–1709 och 1709–1927. Förbandsledningen var förlagd i Helsingborgs garnison i Helsingborg.

## Historik

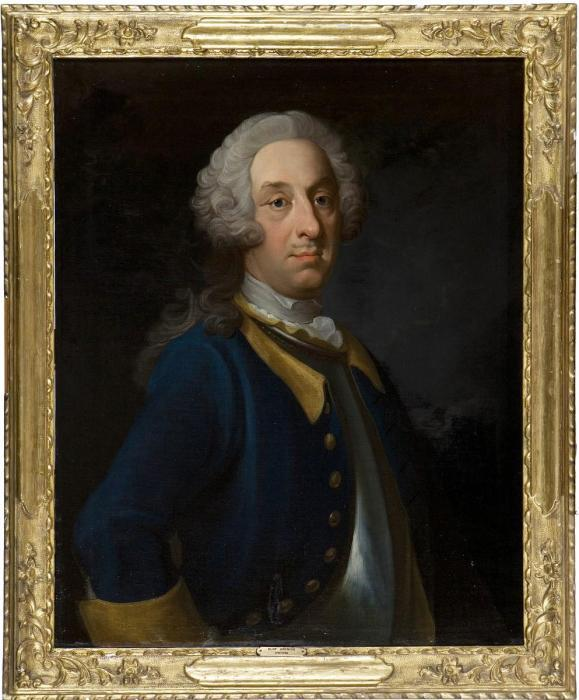
Rutger Barnekow iklädd uniform med harnesk för regementet, ca 1740. Avporträtterad av Olof Arenius.

Regementet härstammar från ett kavalleriregemente som 1658 sattes upp i den då nya svenska provinsen Skåne. Vid denna tid var inte regementets namn officiellt fastslaget och olika namn förekom under de första åren, till exempel: Leijonhufvuds regemente, Skånska ryttarna, Lybeckers ryttare, Skånska kavalleriet och Gyllenstiernas skånska ryttare. Därefter blev 1686 Norra skånska kavalleriregementet det officiella namnet, ett namn som även det delvis hade varit i bruk sedan några år tidigare.
Trots att regementet ofta betecknades som "Skånska ryttare", fick inte skåningar rekryteras till regementet förrän 1698, på grund av att skåningarnas lojalitet mot svenska kronan ansågs osäker. Regementet kom också redan från 1658 att användas mot friskyttar och snapphanar på den skånska landsbygden. Fyra kompanier överfördes 1660 till Jämtland för att där ingå i Bohus-Jämtlands kavalleriskvadron, en föregångare till Norrlands dragonregemente. Efter fredssluten 1660 kom många av regementets ryttare att erhålla gårdsbruk på kronohemman i de norra delarna av Skåne, vilket också kom att leda till många slitningar med lokalbefolkningen.
Norra skånska kavalleriregementet blev indelt 1680 med rusthåll i norra och västra Skåne. Ryttarna blev nu böndernas sventjänare och underordnade, vilket kom att leda till att förhållandet mellan de svenska ryttarna och den skånska lokalbefolkningen efterhand förbättrades avsevärt.
I samband med slaget vid Poltava 1709 kom regementet att upplösas och det föll i fångenskap genom kapitulationen vid Perevolotjna. Samma år beordrade kung Karl XII att regementet åter skulle sättas upp.
År 1801 namnändrades regementet till Skånska linjedragonregementet, ibland benämnt Skånska lätta dragonregementet. År 1807 namnändrades regementet igen till Skånska husarregementet, vilket namn det behöll till 31 december 1927.
Den rangordning som hade fastställts i 1634 års regeringsform började halta och skapa luckor efter freden i Fredrikshamn den 17 september 1809, då Finland tillföll Ryssland och de svenska regementen i Finland upplöstes. Därmed fanns det ett behov med att skapa ett nytt system. Under kronprins Karl Johans tid infördes 1816 ett nytt numreringssystem, där de svenska regementena genom en generalorder den 26 mars 1816 tillfördes ett officiellt ordningsnummer, till exempel № 5 Skånska husarregementet. Till grund för numreringen låg inte bara ett regementes status, utan också de svenska landskapens inbördes ordning, samt att Svealand, Götaland och Norrland skulle varvas. De lägsta ordningsnumren tilldelades "liv- och hus- trupperna". Dessa nummer hade dock ingenting med rangordningen att göra, vilket bland annat framgår av gamla förteckningar där infanteri- och kavalleriförband är blandade just med hänsyn till rang och värdighet.
I samband med 1914 års härordning justerades 1914 samtliga ordningsnummer inom armén. För till exempel Skånska husarregementet innebar det att regementet blev tilldelad beteckningen K 5. Justeringen av beteckningen gjordes för att särskilja regementen och kårer mellan truppslagen. Det med bakgrund till att namn och nummer som till exempel № 3 Livregementets grenadjärkår och № 3 Livregementets husarkår kunde förefalla egendomliga för den som inte kände till att förbanden ifråga tillhörde skilda truppslag.
Enligt försvarsbeslutet 1925 skulle Sveriges kavalleriförband minskas från 50 till 12 skvadroner. De skånska förbanden drabbades särdeles hårt. Skvadronerna i Landskrona slogs samman med dem i Helsingborg, efter regementsövningarnas slut i november 1926 och detachementet i Uppsala drogs in och lades ned 1927. Den 1 januari 1928 sammanslogs officiellt Skånska husarregementet (K 5), Skånska dragonregementet (K 6) och Kronprinsens husarregemente (K 7) och bildade ett nytt regemente i Helsingborg. I praktiken avvecklades K 6 och K 7, medan K 5 reducerades kraftigt till att endast utgöra en stab och fyra skvadroner under namnet Skånska kavalleriregementet (K 2).

## Ingående enheter

### Skvadroner
Från 1680 var regementet delat i åtta kompanier om 125 man vardera. Kompanierna betecknades senare som skvadroner, men i praktiken förändrades ingenting. Varje kompani/skvadron var indelt i ett eget geografiskt område, som kunde bestå av en del av ett härad eller flera härader. Före 1710 benämndes kompanierna ibland med dess chefs namn, till exempel "Gyllenbielkes kompani", och den inbördes nummerordningen mellan kompanierna växlade, men bortsett från det var följande kompani/skvadronsindelning i bruk från 1680 till 1833:

- 1. Livkompaniet/skvadronen
- 2. Överstelöjtnantens kompani/skvadron
- 3. Majorens kompani/skvadron
- 4. Bjäre härads kompani/skvadron
- 5. Billesholm kompani/skvadron
- 6. Landskrona kompani/skvadron
- 7. Månstorp kompani - senare kallat Arrie kompani/skvadron
- 8. Sandby kompani/skvadron

År 1833 gjordes en ny indelning i 10 skvadroner om 100 man vardera. Denna kom att gälla till 1926, bortsett från att indelningsverket upphörde efter 1901 och de geografiska namnen lades bort 1905. Av de tio skvadronerna avvecklades sex åren 1926–1927.

- 1. Livskvadron
- 2. Sandby skvadron
- 3. Kolleberga skvadron
- 4. Silvåkra skvadron
- 5. Bjäre härads skvadron
- 6. Fleninge skvadron
- 7. Fjärestad skvadron
- 8. Landskrona skvadron
- 9. Hoby skvadron
- 10. Arrie skvadron

### Skånska husarregementets detachement i Helsingborg
Skånska husarregementets detachement i  Helsingborg (K 5 H) var regementets stomme och förlagd i Helsingborg. I detachementet ingick regementsstaben och första bataljonen.

### Skånska husarregementets detachement i Landskrona
Skånska husarregementets detachement i Landskrona (K 5 L) var 2. bataljonen vid regementet, vilken förlades till Landskrona den 1 augusti 1908. Detachementet övertog Adolf Fredriks kasern på Slottsgatan från Skånska trängregementet, som året innan hade omlokaliserats till Hässleholms garnison. Den 2 oktober 1926 hölls en avskedsceremoni och den 1 november 1926 avvecklades detachementet.

### Skånska husarregementets detachement i Uppsala
Skånska husarregementets detachement i Uppsala (K 5 U) var ett detachement som förlades till Uppsala den 21 september 1908 och bestod av regementets 9. skvadron och 10. skvadron. Detachementet hade sina stallar vid Upplands artilleriregemente (A 5) och sin förläggning vid Upplands regemente (I 8). Detachementet utgick ur krigsorganisationen den 31 december 1927 och övergick till en avvecklingsorganisation fram till och med den 31 mars 1928, då det helt upphörde.

## Förläggningar och övningsplatser

### Förläggning
Från 1680 var regementet indelt i norra och västra Skåne och från 1690 var mötes- och övningsplatsen på Ljungbyhed. År 1898 förlades Skånska husarregementet med regementsstab och stamskolor i de av Kronprinsens husarer lämnade kasernerna på Bredgatan 22-24 i Helsingborg. År 1912 flyttade regementet in i ett nyuppfört kasernområde i Berga. Från 1908 var fyra skvadroner (vilka formade 1. bataljonen) av regementet förlagda till Helsingborg och fyra i Landskrona (vilka formade 2. bataljonen) och två skvadroner i Uppsala. År 1912 flyttades 5. skvadron från Landskrona till Helsingborg. Kasern- och stallbyggnader i Berga finns fortfarande kvar nära Ängelholmsleden i Helsingborgs nordöstra del. De utgör numera företagshotellet Kavalleristen. I närheten utkämpades slaget vid Helsingborg 1710.

### Övningsplatser
Regementet övades från 1690 på Ljungbyhed i nordvästra Skåne.

## Heraldik och traditioner
Regementet deltog i de flesta av Sveriges krig efter 1658. Av viktigare slag och drabbningar där man tagit del kan nämnas Fehrbellin 1675, Landskrona 1677, Fraustadt 1706, Poltava 1709 och Leipzig 1813.
Efter de skånska kavalleriregementenas nedläggning bevarades deras traditioner av Skånska dragonregementet (P 2) i Hässleholm. När även det regementet avvecklades 2000 överfördes dess traditionsbevarande uppgifter till Södra skånska regementet (P 7) i Revingehed. Vissa praktiska delar av dessa uppgifter sköts av Skånska dragonregementets kamratförening.
Det påstås ibland att två kompanier ur Norra skånska kavalleriregementet deltog i Armfeldts tåg till Trondheim 1718 och att de under återtåget blev kvarlämnade i Uppsala och därefter aldrig fått återvända hem till Skåne. Detta är enbart en skröna och en tidig urban legend. De två skvadronerna på Skånska husarregementets detachement i Uppsala, 9. skvadronen och 10. skvadronen, kom inte dit förrän 1908.
Den militärhistoriska föreningen Kungliga Skånska Kavallerisqvadronen, som består av fem separata ideella föreningar baserade på de tre skånska kavalleriregementena, arbetar för att bevara skånsk kavalleritradition från slutet av 1800-talet.

## Förbandschefer
Regementschefer verksamma mellan åren 1658–1927.

- 1658–1659: Erik Leijonhufvud
- 1659–1679: Georg Henrik Lybecker
- 1679–1693: Nils Gyllenstierna
- 1693–1694: Carl Gustaf Rehnskiöld
- 1698–1704: Hans Isak Ridderhielm
- 1704–1709: Gustaf Horn af Marienborg
- 1709–1719: Håkan Gyllenbielke
- 1719–1727: Georg Didrik Hasenkampff
- 1727–1753: Johan Christoffer von Düring
- 1753–1762: Rutger Barnekow
- 1762–1762: Fredrik Ulrik Sparre
- 1762–1765: Gustaf Adolf Horn af Åminne
- 1765–1772: Bengt Gustaf Frölich
- 1772–1796: Philip von Platen
- 1796–1809: Bror Cederström
- 1809–1813: Hans Henric von Essen
- 1813–1824: Christian Thott
- 1824–1829: Henrik Reinhold Horn
- 1829–1841: David Henrik Stierncrona
- 1841–1848: Pehr Olof Liedberg
- 1848–1853: Gustaf Adolf Fredrik Wilhelm von Essen
- 1853–1856: Peter Sjöcrona
- 1856–1869: Wilhelm Fock
- 1869–1884: Gustaf Peyron
- 1884–1898: Carl Gustaf Bergenstråhle
- 1898–1907: Ernst Theodor Grönvall
- 1907–1912: Axel Ribbing
- 1912–1916: Philip Rickman von Platen
- 1916–1924: Claes Cederström
- 1924–1927: Otto Ramel

## Namn, beteckning och förläggningsort
- 1658–1659: Leijonhufvuds regemente (med flera varianter)
- 1659–1679: Lybeckers skånska ryttare (med flera varianter)
- 1679–1686: Gyllenstiernas regemente till häst (med flera varianter)
- 1686–1801: Norra skånska kavalleriregementet (inofficiellt redan 1682)
- 1801–1807: Skånska linjedragonregementet
- 1807–1927: Skånska husarregementet - K 5

| Kungl. Skånska kavalleriregementet       | 1658-05-21 | – | 1676       |
| Kungl. Norra skånska kavalleriregementet | 1676-??-?? | – | 1801-06-04 |
| Kungl. Skånska linjedragonregementet     | 1801-06-05 | – | 1807-05-31 |
| Kungl. Skånska husarregementet           | 1807-06-01 | – | 1927-12-31 |

| № 5 | 1816-03-26 | – | 1914-09-30 |
| K 5 | 1914-10-14 | – | 1927-12-31 |

| Ljungbyhed (Ö)            | 1690-??-?? | – | 1927-12-31 |
| Tomarps kungsgård (F)     | 1804-??-?? | – | 1858-??-?? |
| Herrevads kloster (F)     | 1858-??-?? | – | 1897-10-31 |
| Helsingborgs garnison (F) | 1897-11-01 | – | 1927-12-31 |
| Landskrona garnison (D)   | 1908-08-01 | – | 1926-11-01 |
| Uppsala garnison (D)      | 1908-09-21 | – | 1927-12-31 |

## Galleri

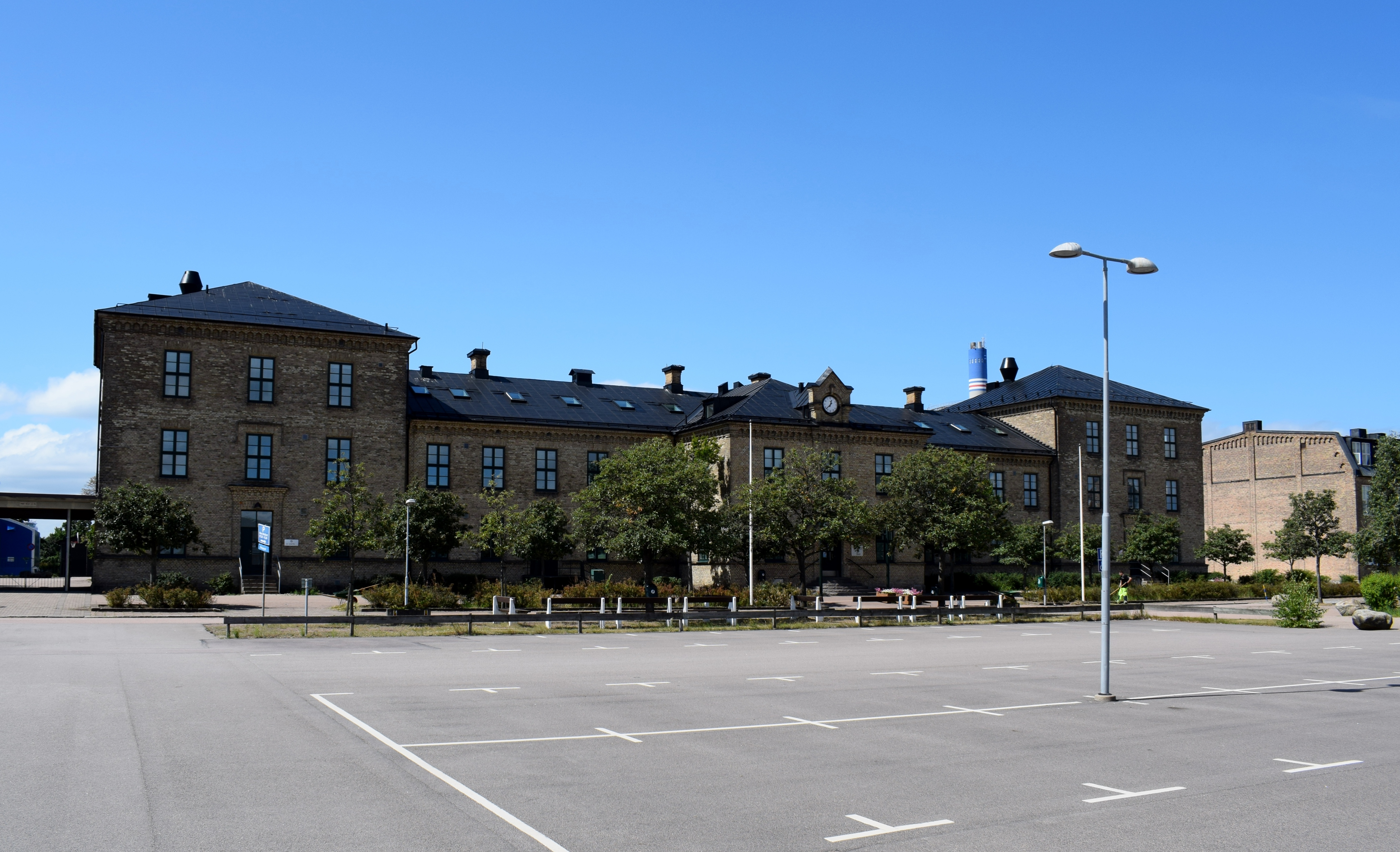
Söders kaserner på Bredgatan i Helsingborg.
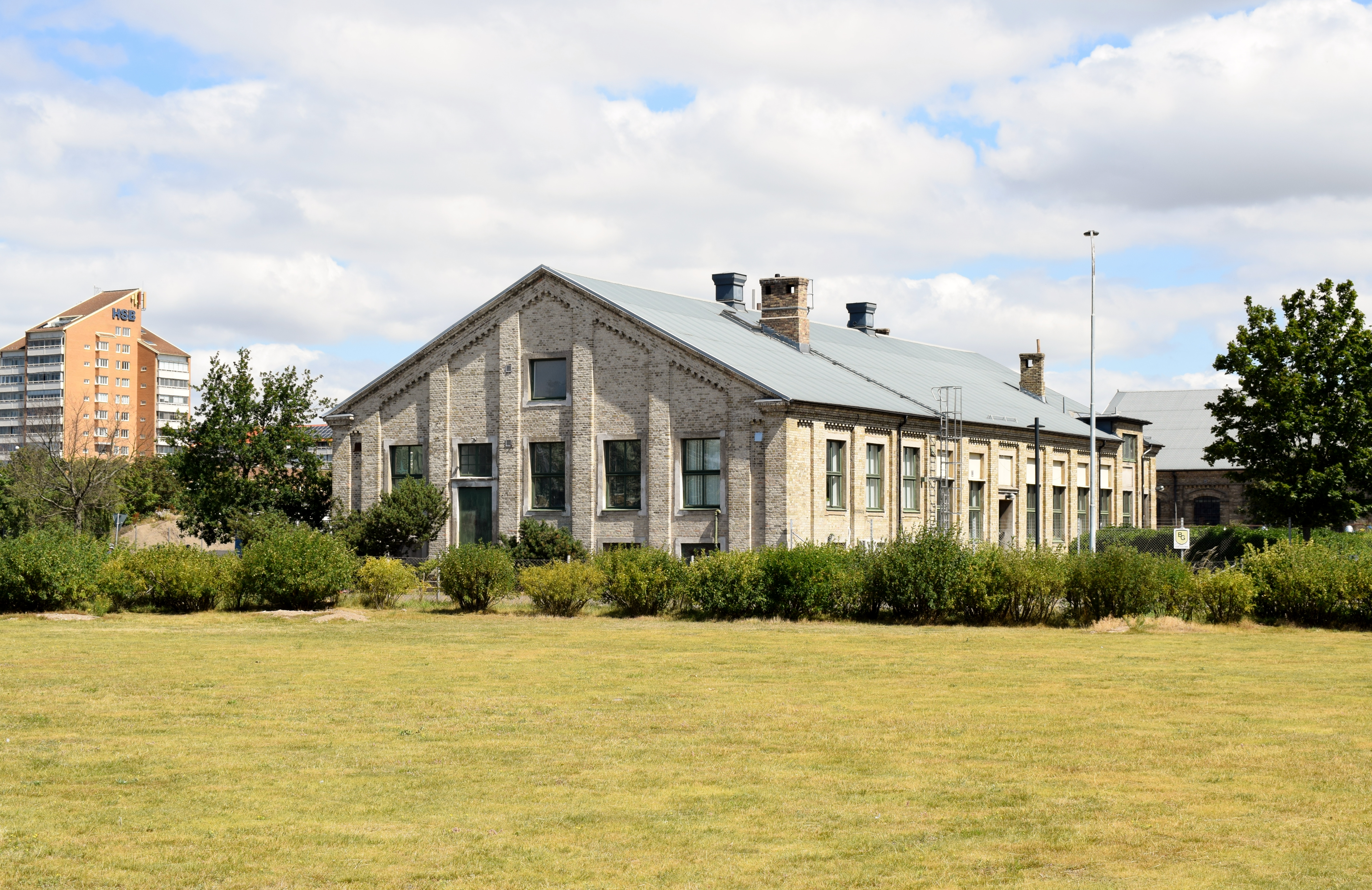
Söders kaserner på Bredgatan i Helsingborg.
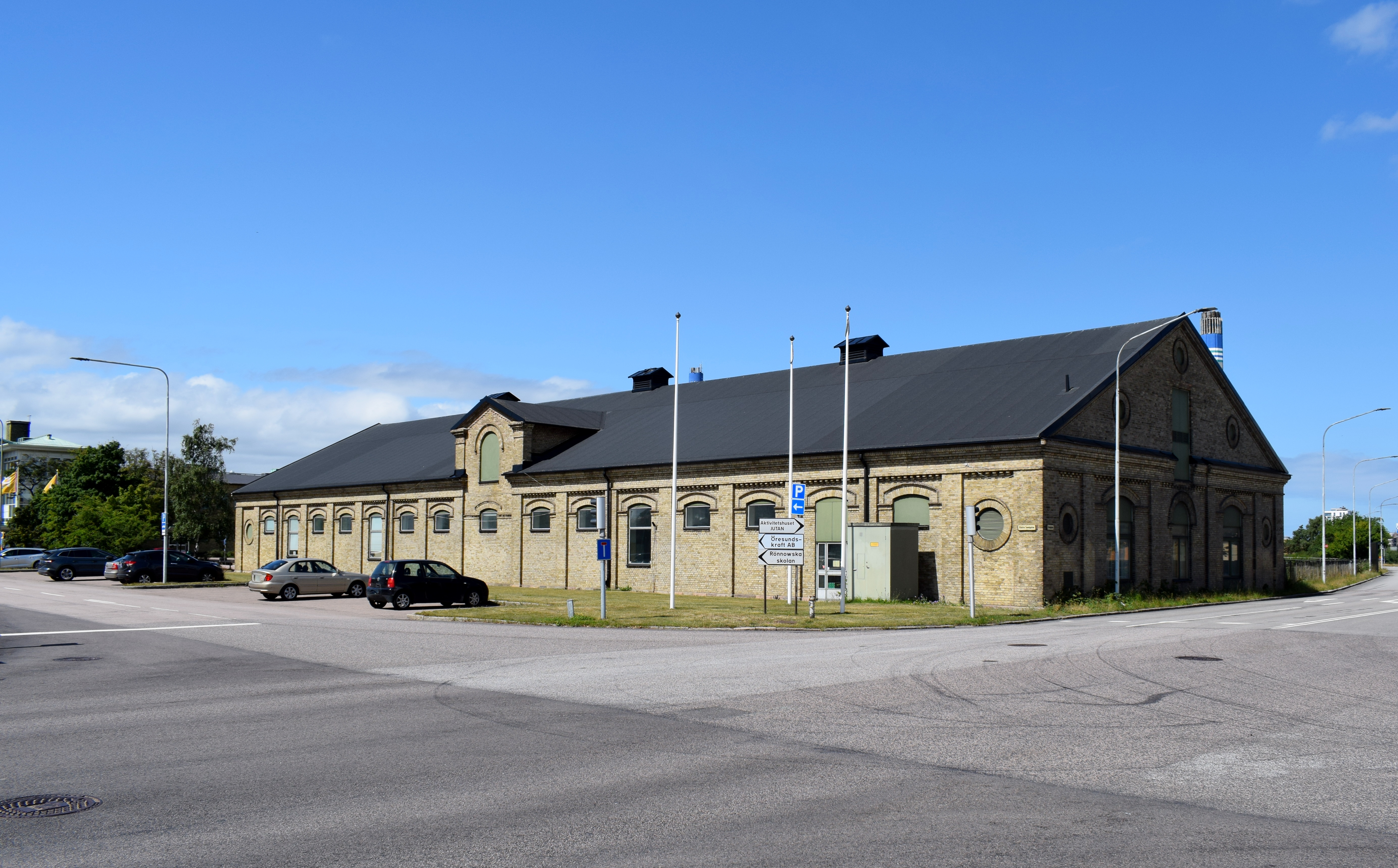
Söders kaserner på Bredgatan i Helsingborg.
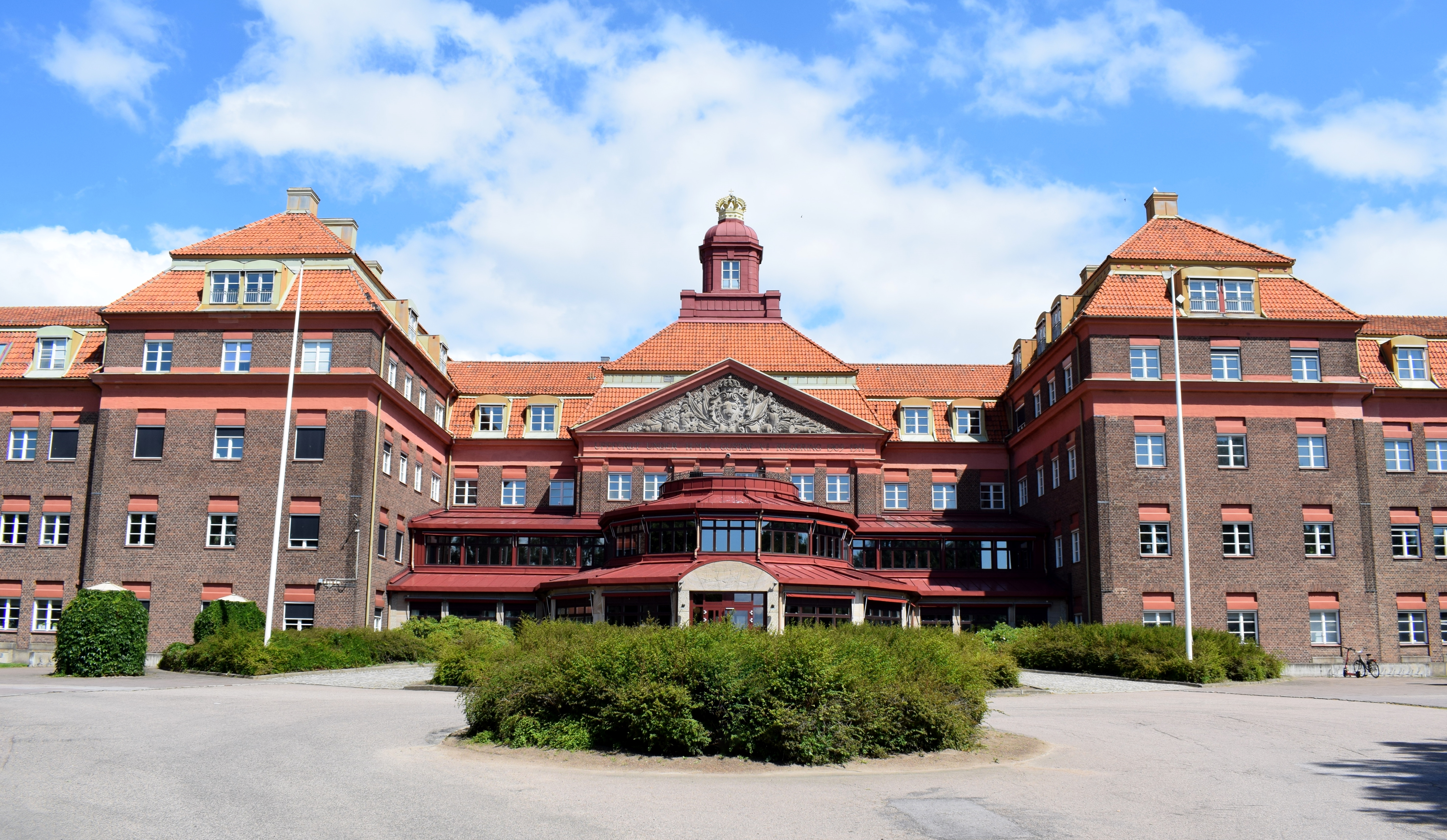
Berga kasern 2022.
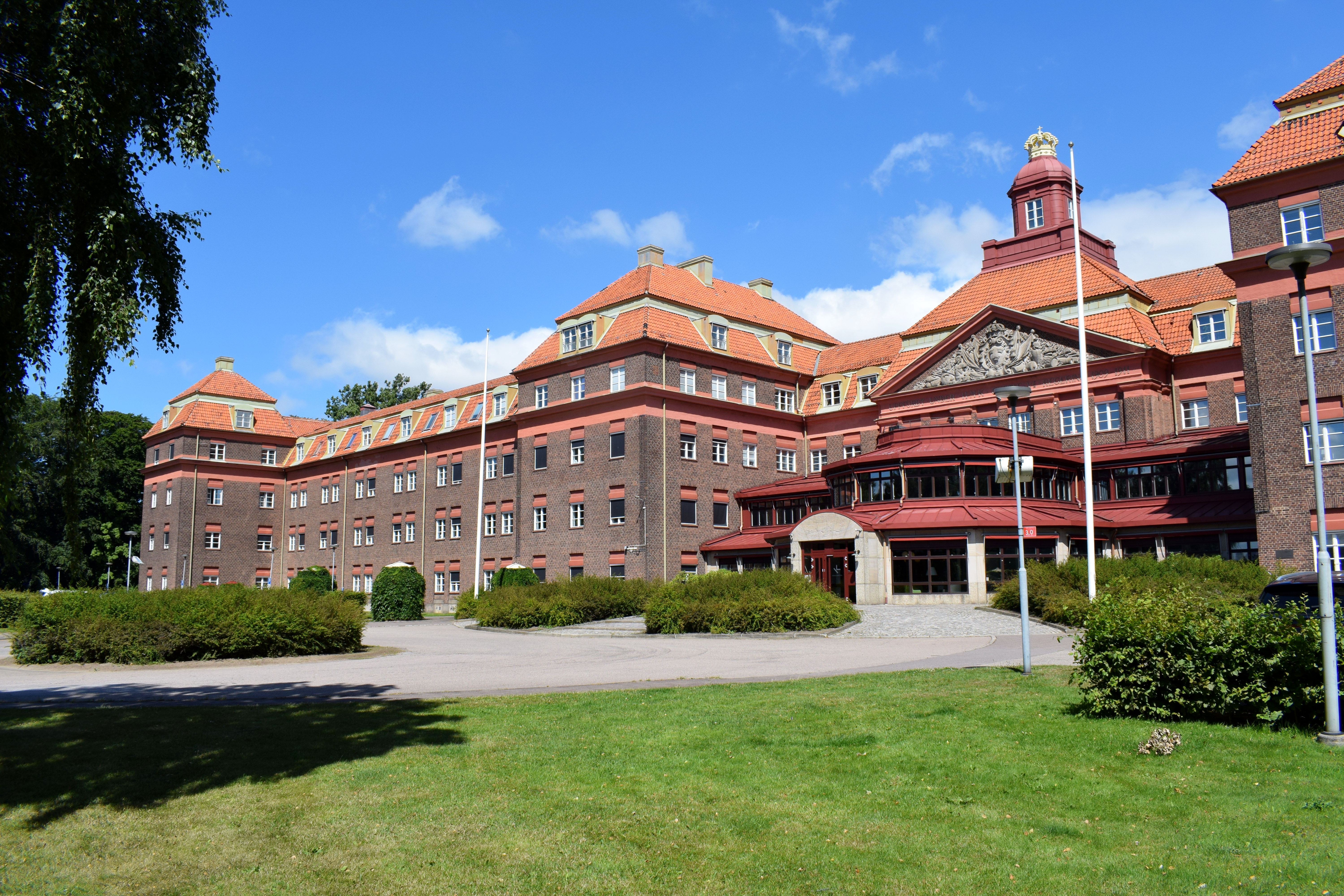
Berga kasern 2022.
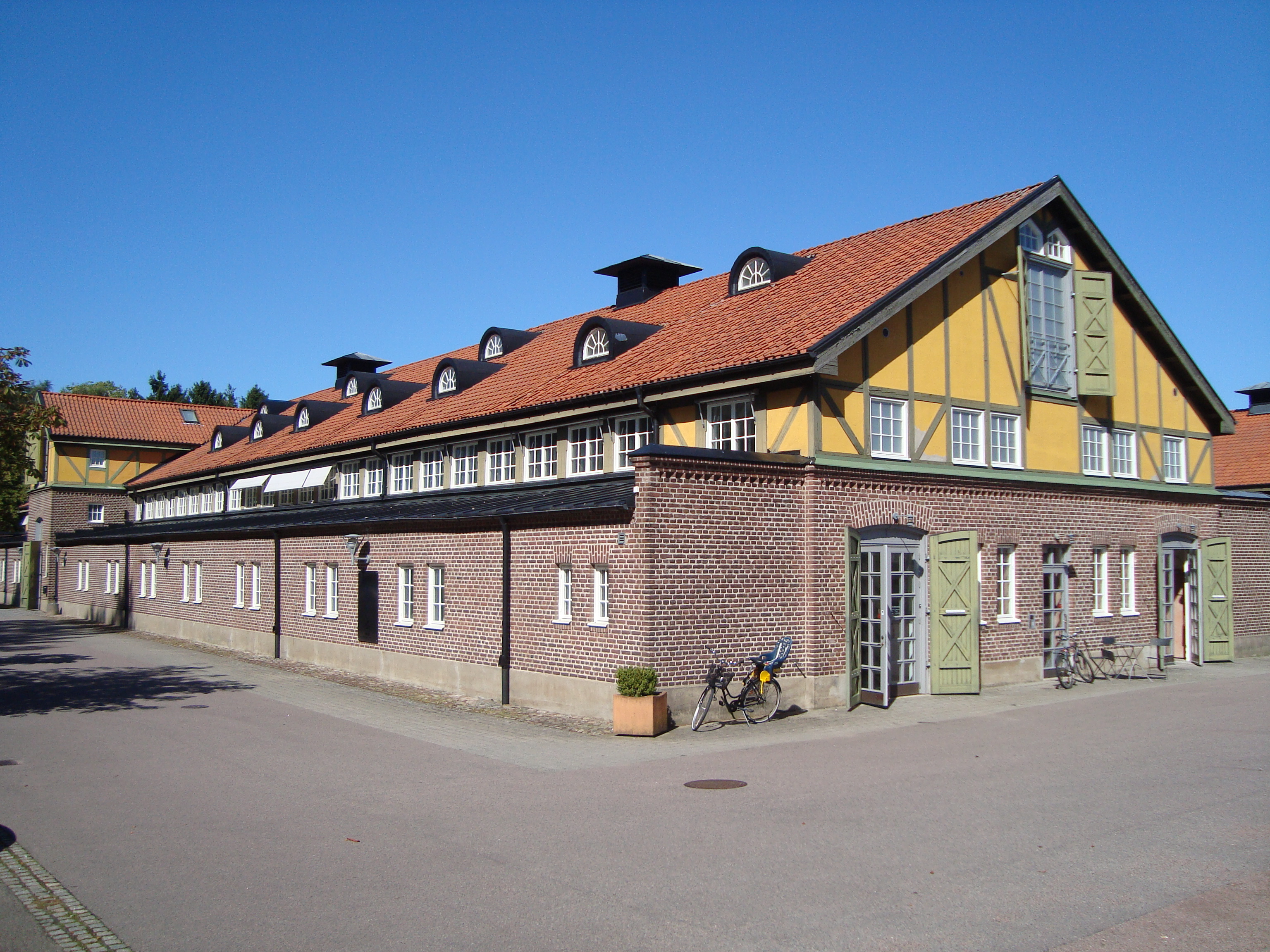
Ridhuset vid Berga kasern.
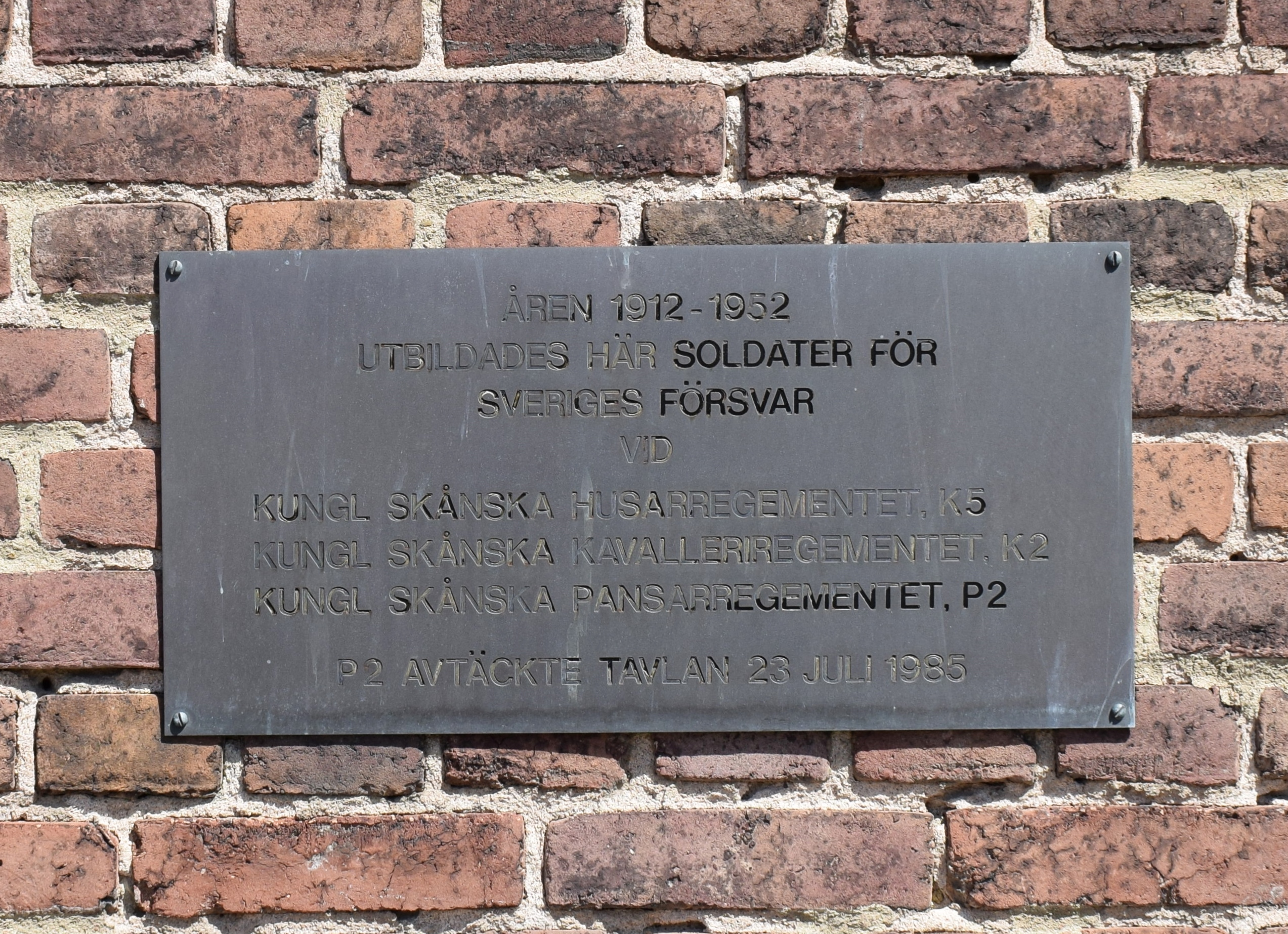
Minnesskylt över Berga kasern
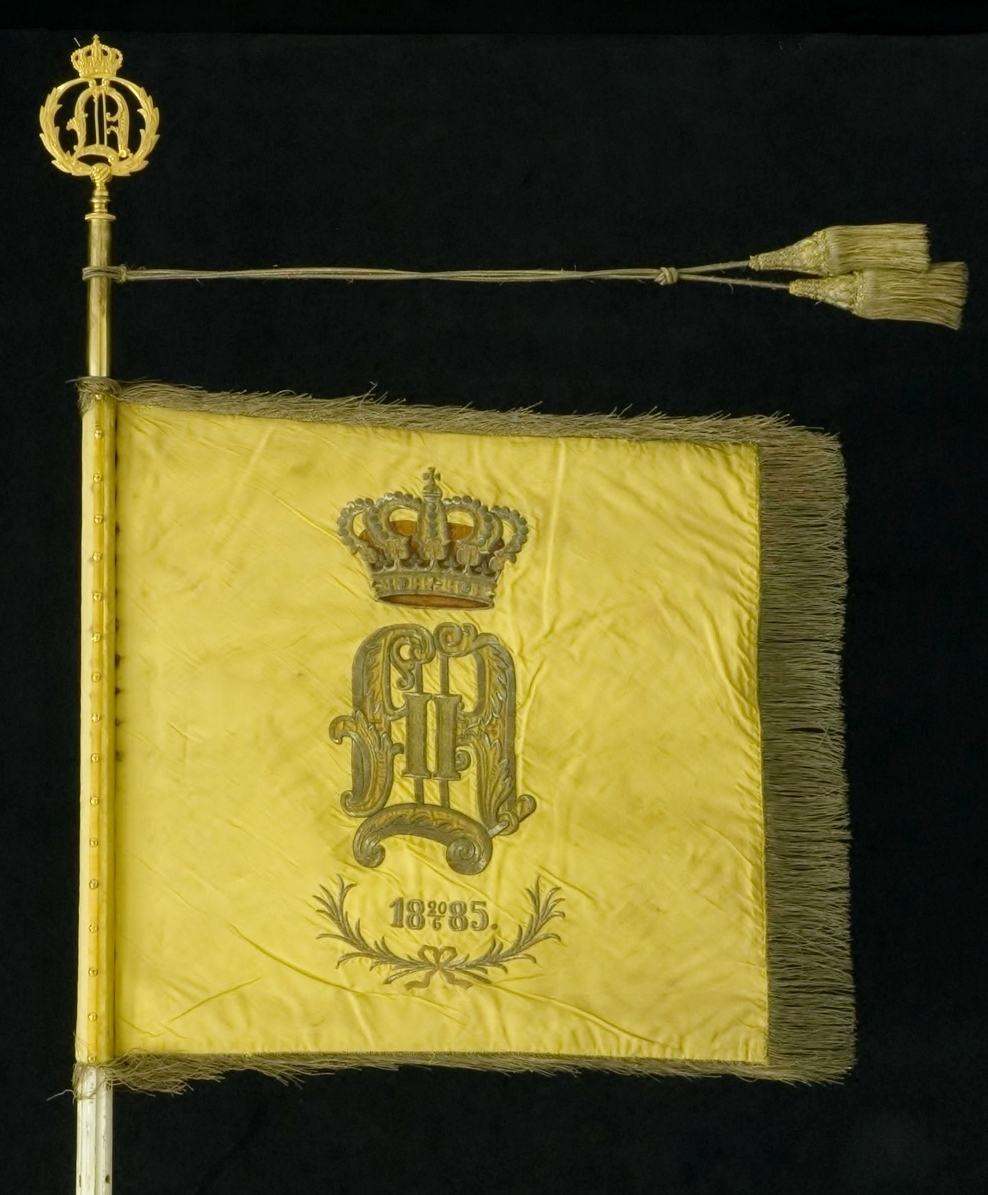
Standar, m/1885, för Skånska husarregementet (åtsida)
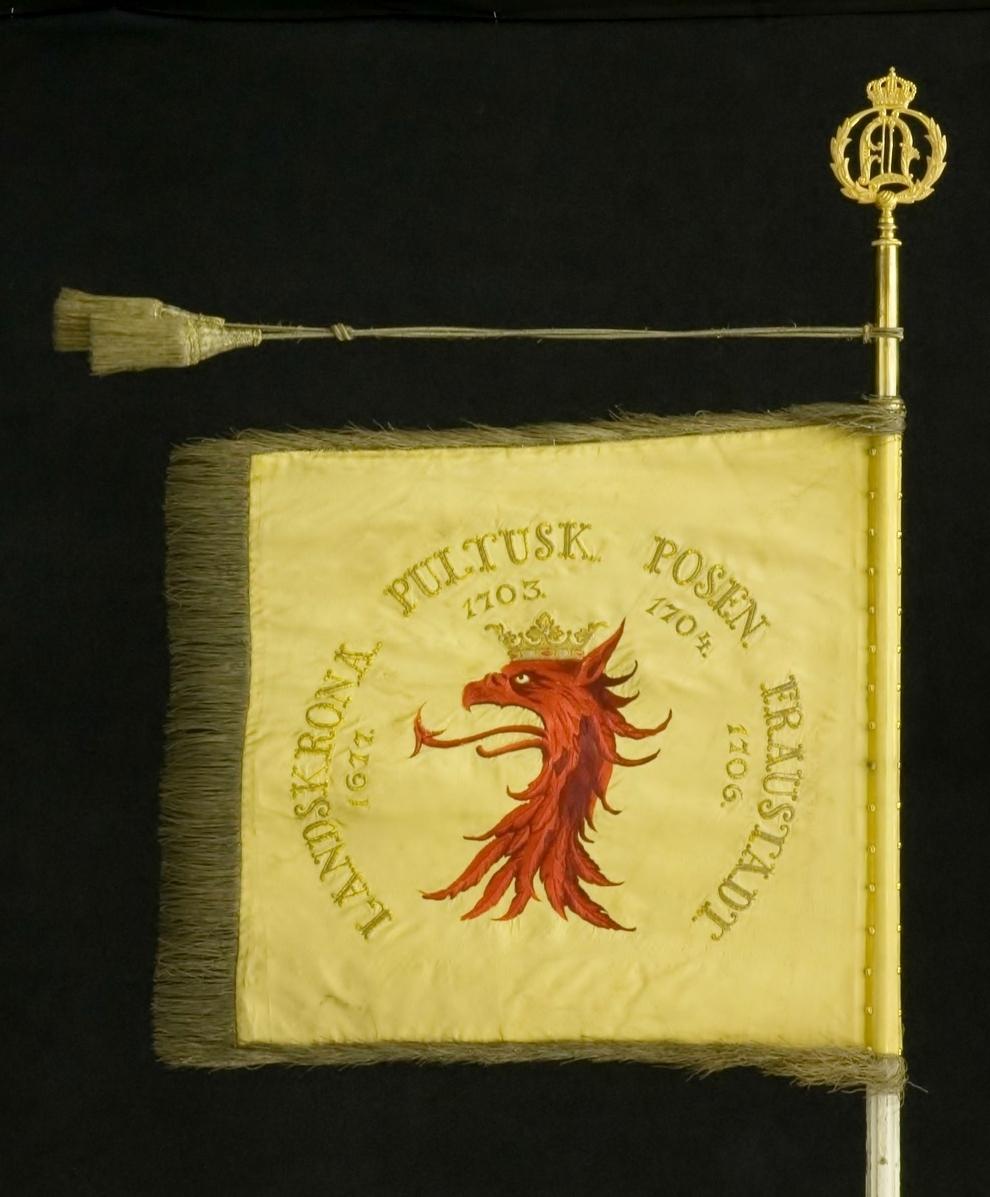
Standar, m/1885, för Skånska husarregementet (frånsida)
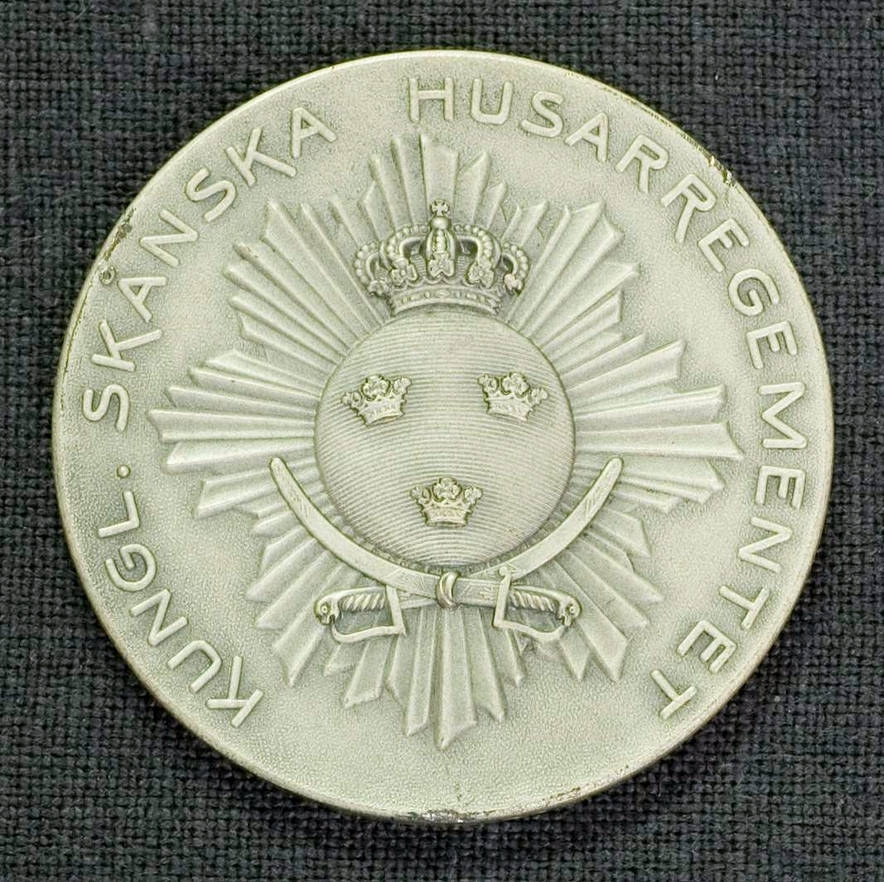
Minnespenning i silver för Skånska husarregementet.
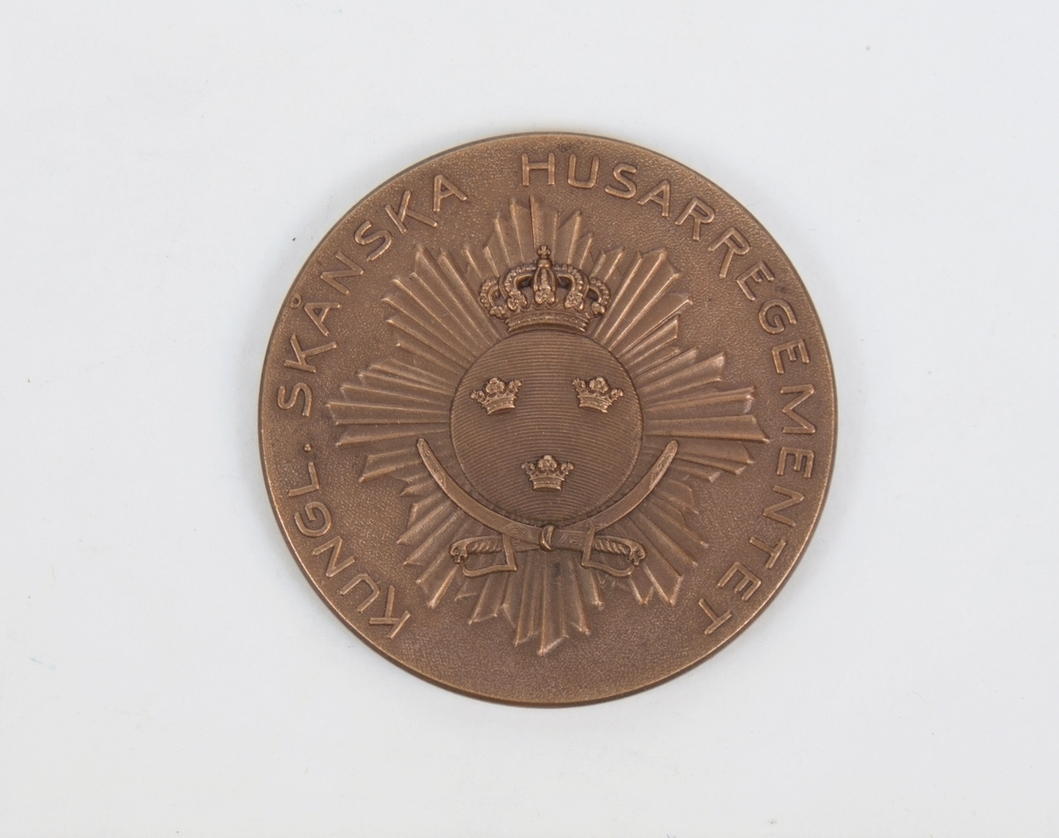
Minnespenning i brons för Skånska husarregementet.
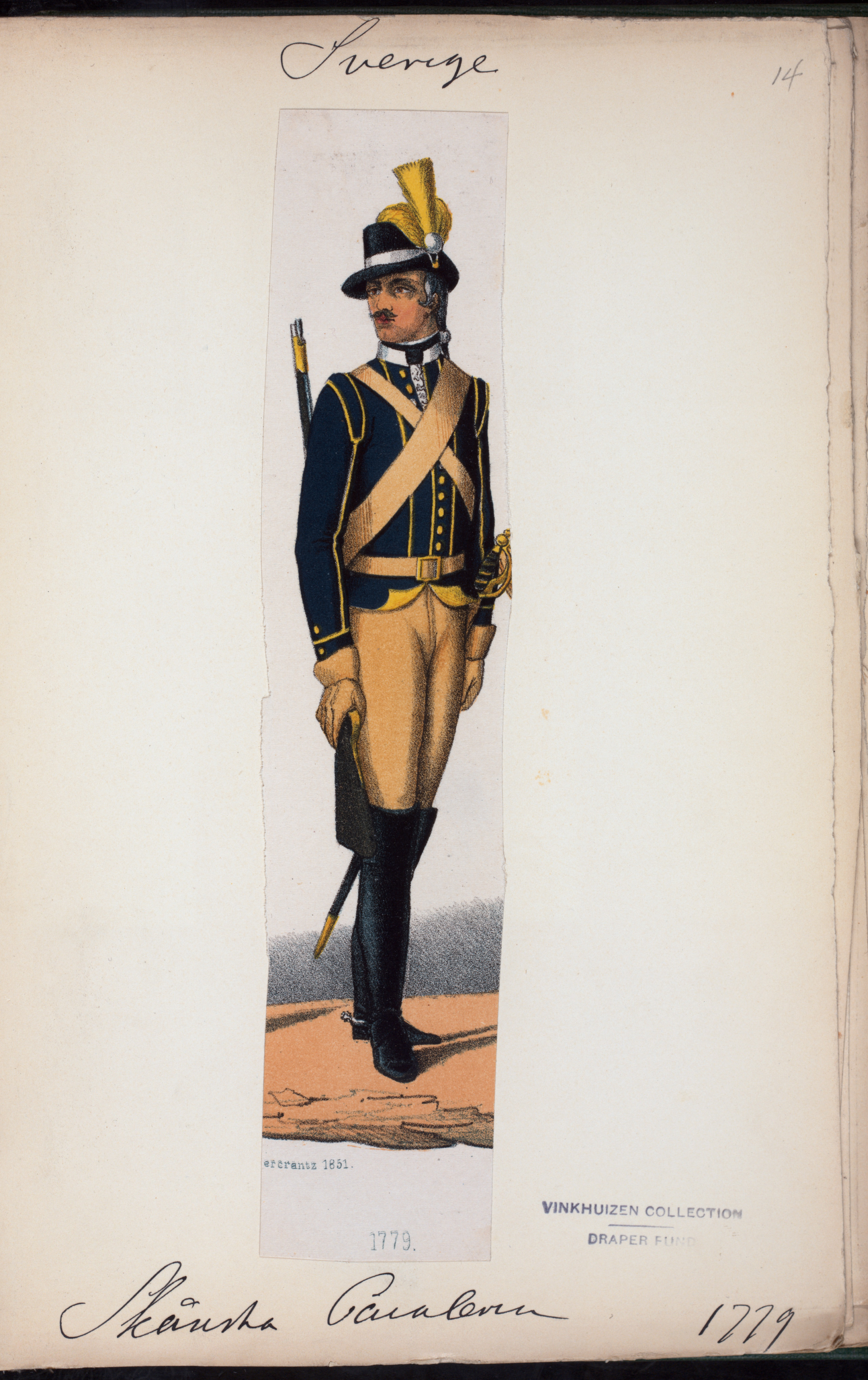
Uniform 1779.
Uniform m/1779 för befäl och meniga.
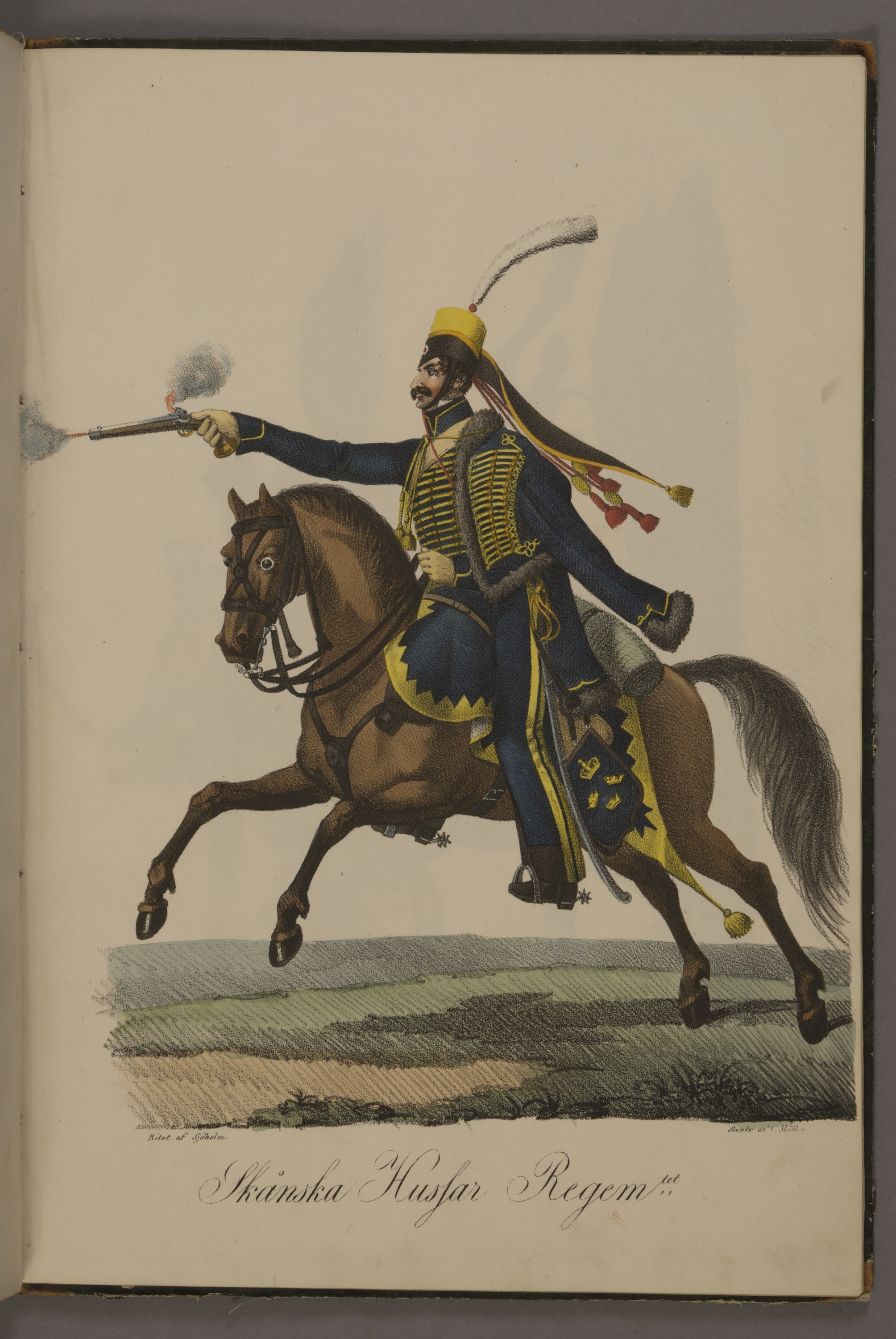
Uniform cirka 1825.
Officersuniform cirka 1840.
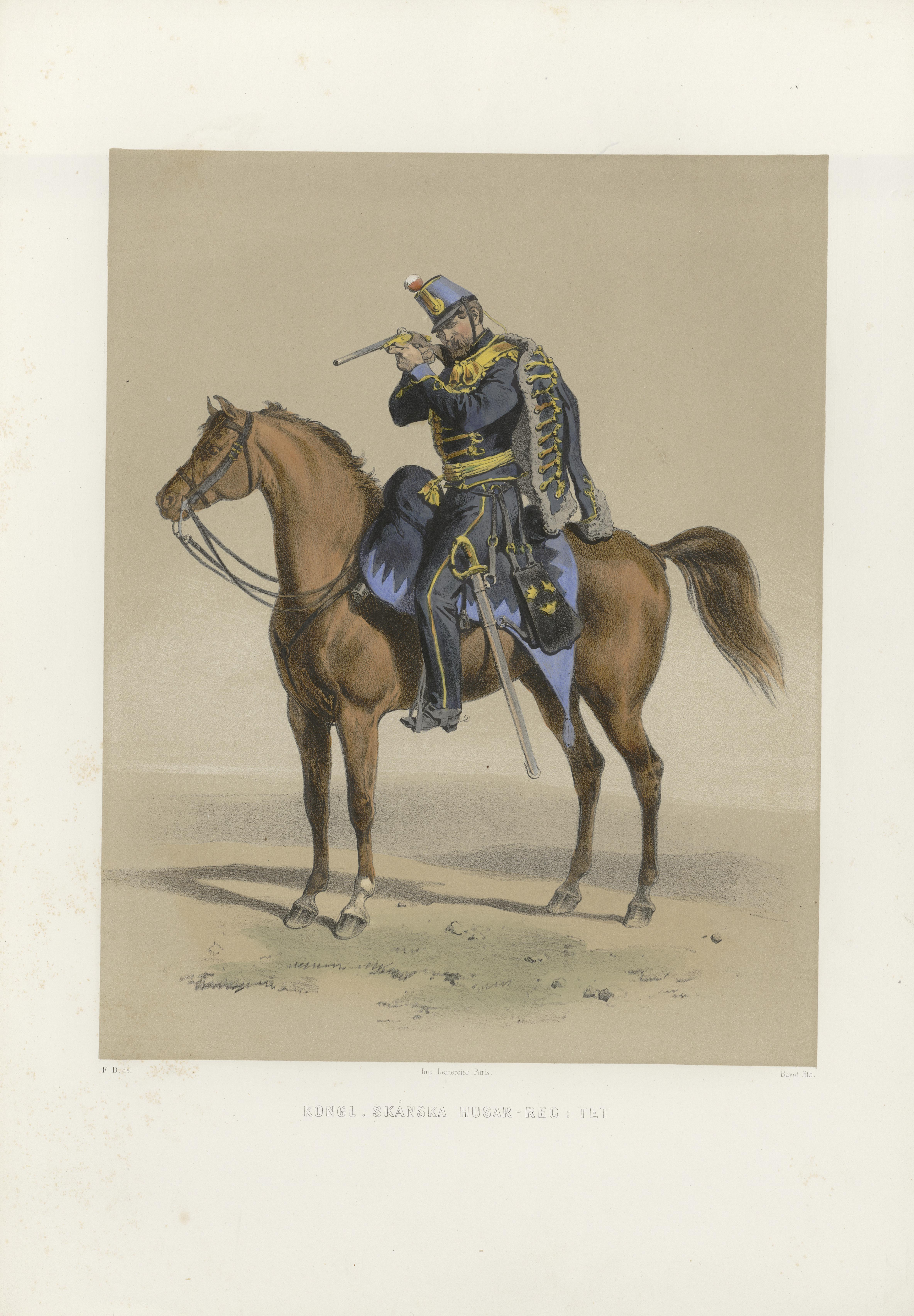
Uniform cirka 1860. Litografi efter original av Fritz von Dardel.